# Mardavij
Mardavij (persisk: مرداویج; døde 935) var grundlæggere af Ziyariderne, som lykkedes med at besejre abbasidernes hær først i Hamedan og til sidst i Kashan og Isfahan. Den 2. december 931 ankom Mardavij til Isfahan, udråbte sig som konge af Iran og gjorde Isfahan til hovedstaden i sit kongedømme.

## Familie og tidlige liv
Madarvijs præcise fødselsdato er ukendt, men det antages, at han var født omkring 890'erne, da Amr Laith Saffar (879–901) og Nasr I af samaniderne herskede i henholdsvis Sistan og Khorasan. Nogle beretninger siger, at han blev født i Daylaman (i Nordvestiran) eller et eller andet sted i Mazandaran.
Der findes noget, som indikerer, at ziyaridene tilhørte Arghich-klanen, som oprindelig boede i Gilan. Mardavij var søn af Ziyar og barnebarn af Vardanshah Gili, en høvding i Argich-klanen. Medlemmer af denne klan var for det meste kendt for at være krigere (persisk: dellavar). Navnet Mardavij betyder «en mand, som kæmper modigt». Mardavij var zarathustisk og udtrykte ønske om at genoprette Perserriget med zarathustrianisme som den officielle religion i Persien.

## Senere liv
Omkring 913 sluttede Mardavij sig til Asfar Shiruyehs hær. Asfar var født i Larijan og var også zarathustiker. han hævdede at være efterkommer af Shiruyeh (også kaldt Kavadh 2.), søn og efterkommer af Khosrau 2.. Asfar var general i tjeneste hos alaviderne, som styrede Tabaristan på den tid.
Senere drog Asfar fordel af et oprør i Samanidernes hær og tog magten i Gurgan (dagens Golestan) i det nordligeøstlige Iran. Asfar tog også Amol, Qazvin, Zanjan og byen Ray og udnævnte Mardavij som guvernør i Zanjan. På grund af Asfars øgende uberegnelige opførsel, kom der stor modstand imod ham i 927, og året efter sluttede Mardavij sig til denne modstand, besejrede derefter Asfar og overtog hans landområder. På dette tidspunkt grundlagde Mardavij officielt Ziyaridenes dynasti. Kort tid efter sammensatte Mardavij en hær for at besejre abbasidernes kalif, først i Hamedan og Kashan og til sidst i Isfahan.
Da Mardavij havde kommet frem til Isfahan, redegjorde han for sit mål med styret og bad iranerne om at hjælpe ham med at genoplive Perserriget og dets zarustriske traditioner. I februar 932 holdt Mardavij og hans hof sadeh, en midvinterfest, i Isfahan og mange iranere deltog.

## Død
Blot fire år efter, at han gik ind i Isfahan og kort tid før højtiden Nowruz, blev Mardavij i 935 myrdet af sine tyrkiske slaver, Tuzun og Bajkam, som senere flygtede til Bagdad. Etter mordet på ham overtog Buyid-familien, kommandanter i Mardavijs tjeneste, hans landområder i det centrale Iran, mens Mardavijs bror Vushmgir efterfulgte ham i det nordlige Iran.